# Tisonia ficulnea
Tisonia ficulnea är en videväxtart som beskrevs av Henri Ernest Baillon. Tisonia ficulnea ingår i släktet Tisonia och familjen videväxter. Inga underarter finns listade i Catalogue of Life.